# Copa de Liechtenstein 2018-19
La Copa de Liechtenstein 2018-19 (Conocida como FL1 Aktiv Cup por ser patrocinada por la empresa de telecomunicaciones Telecom Liechtenstein) fue la edición número 74 de la única competencia de carácter nacional organizada por la Asociación de Fútbol de Liechtenstein (L. F. V.).
El torneo empezó el 21 de agosto de 2018 con la ronda preliminar y terminó el 1 de mayo de 2019 con la final en el Rheinpark Stadion. 
El Vaduz se coronó campeón tras vencer, en la final, al Ruggell con marcador de 3-2 y de esa manera obtuvo su título número 47.

## Sistema de competición
El torneo consta de cinco rondas, todas ellas serán jugadas por eliminación directa en un solo partido.

### Clasificación a torneos internacionales
El campeón del torneo se clasificó  para la primera ronda de la Liga Europa de la UEFA 2019-20.

## Equipos participantes
Un total de 15 equipos participan en esta edición, 6 de ellos arrancaron en la primera ronda; cinco más se les sumaron en la segunda ronda y otros cuatro más se unieron en los cuartos de final. Entre paréntesis se muestra el nivel de cada Liga en el sistema de ligas de fútbol de Suiza.
| Liga \ Ronda                      | Cuartos de final | Segunda ronda previa | Primera ronda Previa |
| --------------------------------- | ---------------- | -------------------- | -------------------- |
| Challenge League 2018-19 (2)      | Vaduz            |                      |                      |
| 1. Liga 2018-19 (4)               | Eschen/Mauren    |                      |                      |
| 2. Liga Interregional 2018-19 (5) | Balzers          |                      |                      |
| 2. Liga 2018-19 (6)               | Ruggell          |                      |                      |
| 3.Liga 2018-19 (7)                |                  | Eschen/Mauren II     | Balzers II           |
| 3.Liga 2018-19 (7)                |                  | Triesenberg          |                      |
| 4.Liga 2018-19 (8)                |                  | Balzers III          | Schaan II            |
| 4.Liga 2018-19 (8)                |                  | Schaan               | Ruggell II           |
| 4.Liga 2018-19 (8)                | Triesen          |                      |                      |
| 4.Liga 2018-19 (8)                | Triesen II       |                      |                      |
| 5.Liga 2018-19 (9)                |                  |                      | Eschen/Mauren III    |
| 5.Liga 2018-19 (9)                |                  | Triesenberg II       |                      |

## Rondas previas

### Primera ronda
Los partidos se jugaron entre el 21 de agosto y el 28 de agosto de 2018
| Local              | Resultado | Visitante            | Fecha                | Estadio               |
| ------------------ | --------- | -------------------- | -------------------- | --------------------- |
| Triesenberg (7)    | 4 – 1     | Balzers II (7)       | 21 de agosto de 2018 | Sportanlage Leitawies |
| Schaan II (8)      | 0 – 3     | Ruggell II (8)       | 22 de agosto de 2018 | Sportplatz Rheinwiese |
| Triesenberg II (9) | 1 – 2     | Eschen/Mauren II (9) | 28 de agosto de 2018 | Sportanlage Leitawies |

### Segunda ronda
Los partidos se disputaron el 12 de septiembre y el 25 de septiembre de 2018
| Local                 | Resultado | Visitante            | Fecha                    | Estadio                 |
| --------------------- | --------- | -------------------- | ------------------------ | ----------------------- |
| Triesen (8)           | 0 – 1     | Eschen/Mauren II (7) | 12 de septiembre de 2018 | Blumenau Stadium        |
| Ruggell II (8)        | 4 – 1     | Balzers III (8)      | 25 de septiembre de 2018 | Freizeitpark Widau      |
| Triesen II (8)        | 1 – 5     | Schaan (8)           | 25 de septiembre de 2018 | Blumenau Stadium        |
| Eschen/Mauren III (9) | 0 – 4     | Triesenberg (7)      | 25 de septiembre de 2018 | Sportpark Eschen-Mauren |

## Etapas finales
|  | Cuartos de final                              | Cuartos de final                              | Cuartos de final                              |         |               | Semifinales   | Semifinales | Semifinales |  |       | Final     | Final     | Final     |  |
|  | 23 de octubre, 24 de octubre y 7 de noviembre | 23 de octubre, 24 de octubre y 7 de noviembre | 23 de octubre, 24 de octubre y 7 de noviembre |         |               | 9 de abril    | 9 de abril  | 9 de abril  |  |       | 1 de mayo | 1 de mayo | 1 de mayo |  |
|  |                                               |                                               |                                               |         |               |               |             |             |  |       |           |           |           |  |
|  |                                               |                                               |                                               |         |               |               |             |             |  |       |           |           |           |  |
|  | Triesenberg                                   | Triesenberg                                   | 1                                             |         |               |               |             |             |  |       |           |           |           |  |
|  | Triesenberg                                   | Triesenberg                                   | 1                                             |         |               |               |             |             |  |       |           |           |           |  |
|  | Eschen/Mauren                                 | Eschen/Mauren                                 | 5                                             |         |               |               |             |             |  |       |           |           |           |  |
|  | Eschen/Mauren                                 | Eschen/Mauren                                 | 5                                             |         | Eschen/Mauren | Eschen/Mauren | 0           |             |  |       |           |           |           |  |
|  |                                               |                                               |                                               |         | Eschen/Mauren | Eschen/Mauren | 0           |             |  |       |           |           |           |  |
|  |                                               |                                               | Vaduz                                         | Vaduz   | 1             |               |             |             |  |       |           |           |           |  |
|  | Balzers                                       | Balzers                                       | Vaduz                                         | Vaduz   | 1             | 1             |             |             |  |       |           |           |           |  |
|  | Balzers                                       | Balzers                                       |                                               |         |               |               |             |             |  |       |           |           |           |  |
|  | Vaduz                                         | Vaduz                                         | 2                                             |         |               |               |             |             |  |       |           |           |           |  |
|  | Vaduz                                         | Vaduz                                         | 2                                             |         |               |               |             |             |  | Vaduz | Vaduz     | 3         |           |  |
|  |                                               |                                               |                                               |         |               |               |             |             |  | Vaduz | Vaduz     | 3         |           |  |
|  |                                               |                                               | Ruggell                                       | Ruggell | 2             |               |             |             |  |       |           |           |           |  |
|  | Ruggell II                                    | Ruggell II                                    | Ruggell                                       | Ruggell | 2             | 0             |             |             |  |       |           |           |           |  |
|  | Ruggell II                                    | Ruggell II                                    |                                               |         |               |               |             |             |  |       |           |           |           |  |
|  | Schaan                                        | Schaan                                        | 3                                             |         |               |               |             |             |  |       |           |           |           |  |
|  | Schaan                                        | Schaan                                        | 3                                             |         | Schaan        | Schaan        | 0           |             |  |       |           |           |           |  |
|  |                                               |                                               |                                               |         | Schaan        | Schaan        | 0           |             |  |       |           |           |           |  |
|  |                                               |                                               | Ruggell                                       | Ruggell | 1             |               |             |             |  |       |           |           |           |  |
|  | Eschen/Mauren II                              | Eschen/Mauren II                              | Ruggell                                       | Ruggell | 1             | 1             |             |             |  |       |           |           |           |  |
|  | Eschen/Mauren II                              | Eschen/Mauren II                              |                                               |         |               |               |             |             |  |       |           |           |           |  |
|  | Ruggell                                       | Ruggell                                       | 5                                             |         |               |               |             |             |  |       |           |           |           |  |
|  | Ruggell                                       | Ruggell                                       | 5                                             |         |               |               |             |             |  |       |           |           |           |  |
|  |                                               |                                               |                                               |         |               |               |             |             |  |       |           |           |           |  |

## Cuartos de final

### Enfrentamientos

#### Triesenberg-Eschen/Mauren
| 23 de octubre de 2018, 20:00; | Triesenberg          | 1:5 (1:2) | Eschen/Mauren                                                       | Sportanlage Leitawies, Triesenberg                       |                                                          |
|                               | - Jonas Sprenger 33' | Reporte   | - 6' 56' Robin Gubser - 12' 74' Michael Bärtsch - 90+1' Simon Kühne | Asistencia: 145 espectadores Árbitro(s): Raphael gentile | Asistencia: 145 espectadores Árbitro(s): Raphael gentile |

#### Balzers-Vaduz
| 7 de noviembre de 2018, 20:00; | Balzers             | 1:2 (0:0) | Vaduz                                    | Sportplatz Rheinau, Balzers                            |                                                        |
|                                | - Enis Domuzeti 52' | Reporte   | - 79' Jodel Dossou - 82' Berkay Sülüngöz | Asistencia: 360 espectadores Árbitro(s): David Schärli | Asistencia: 360 espectadores Árbitro(s): David Schärli |

#### RuggellII -Schaan
| 23 de octubre de 2018, 20:00; | Ruggell II | 0:3 (0:1) | Schaan                                                          | Freizeitpark Widau, Ruggell |                             |
|                               |            | Reporte   | - 15' Fabian Biedermann - 50' Tobias Schäpper - 82' Marco Oehri | Asistencia: 30 espectadores | Asistencia: 30 espectadores |

#### Eschen/MaurenII -Ruggell
| 24 de octubre de 2018, 20:00; | Eschen/Mauren II       | 1:5 (0:3) | Ruggell                                                                                            | Sportpark Eschen-Mauren, Mauren                         |                                                         |
|                               | - Haris Odobasic 90+1' | Reporte   | - 26' Luca Ritter - 33' Marko Zdravkovic - 37' Stefan Bischof - 80' Agim Zeciri - 87' Mario Pescio | Asistencia: 62 espectadores Árbitro(s): Thomas Pfeiffer | Asistencia: 62 espectadores Árbitro(s): Thomas Pfeiffer |

## Semifinales

### Enfrentamientos

#### Eschen/Mauren-Vaduz
| 9 de abril de 2019, 20:00; | Eschen/Mauren | 0:1 (0:0) | Vaduz             | Sportpark Eschen-Mauren, Mauren                         |                                                         |
|                            |               | Reporte   | - 67' Milan Gajić | Asistencia: 400 espectadores Árbitro(s): Nico Gianforte | Asistencia: 400 espectadores Árbitro(s): Nico Gianforte |

#### Schaan-Ruggell
| 9 de abril de 2019, 20:00; | Schaan | 0:1 (0:0, 0:1) (t. s.) | Ruggell            | Sportplatz Rheinwiese, Schaan                           |                                                         |
|                            |        | Reporte                | - 111' Leoran Amzi | Asistencia: 100 espectadores Árbitro(s): Marco Helbling | Asistencia: 100 espectadores Árbitro(s): Marco Helbling |

## Final
La final se disputó el 1 de mayo de 2019, en el estadio Rheinpark Stadion que ha acogido la final desde 1999
| 1 de mayo de 2019, 21:00; | Vaduz                                       | 3:2 (1:1) | Ruggell                     | Rheinpark Stadion, Vaduz                                     |                                                              |
|                           | - Wieser 36' - Coulibaly 52' - Sülüngöz 77' |           | - 45' Kollmann - 86' Zeciri | Asistencia: 1.122 espectadores Árbitro(s): Alessandro Dudic. | Asistencia: 1.122 espectadores Árbitro(s): Alessandro Dudic. |

| Campeón     |
| Vaduz       |
| 47.º título |